# Амадей VI
Амадей VI Зелений Граф (італ. Amedeo VI il Conte Verde; 4 січня 1334 — 1 березня 1383) — граф Савойський в 1343—1383 роках.

## Життєпис

### Регентство
Походив з Савойського дому. Старший син Аймона I, графа Савойського, та Іоланди Монферратської. Народився 1334 року в Шамбері. Після смерті батька 1343 року успадкував трон. Через малий вік регентами стали родичі Людовик II Савойський, граф Во, і Амадей III, граф Женевський. Рішення щодо Савої повинні були бути спільними та затвердженими регентською радою з шляхтичів-савоярів. Того ж року поновила претензії на Савойське графство Джованна, стриєчна сестра Амадея VI. Але вона померла 1344 року, втім заповіла свої права на Савою герцогу Філіппу Орлеанському, але той відмовився від прав на Савою в обмін на щорічну платню в 5 тис. ліврів.
Амадей VI здобув класичну гуманітарну освіту, знання з теології, навчався лицарським вправам (битися мечом і списом, їздити верхи). 1347 року надав допомогу родичеві Яго, князю П'ємонту, якого атакував Джованні II Палеолог, маркіз Монферрата. Але останній отримав допомогу з боку Юмбера II, дофіна В'єннського, та Томаса II, маркіза Салуччо. Савойсько-п'ємонтські війська діяли спільно з загонами Джованни, королеви Сицилії та графині Провансу. 1348 року за посередництва папи римського Климента VI було укладено мирний договір із збереженням статус-кво. Того ж року до Савойських володінь прийшла чума, яка тривала до 1351 року, значно спустошивши графство. Неосвічене населення за підбурювання фанатиків вирішило, що мор принесли жиди, тому почалася різанина їх. Лише деяких вдалося врятувати графських підлеглим, насамперед каштелянам.
1349 року було укладено оборонний союз між графствами Савоєю, Женевою, князівством П'ємонтом та Міланською сеньйорією. Це було викликано посиленням Франції, яке встановило владу над Дофіне. Невдовзі після цього Амадей VI перебрав владу в державі.

### Панування
1350 року на честь укладання шлюбу між представницею Савойського дому та правителем Вісконті було започатковано савойський Орден Чорного Лебедя. 1351 року було надіслано савойський загін на допомогу Гішару Тавелю, єпископу і графу Сйону, проти якого повстали селяни та дрібні шляхтичі долини Вале. У березні 1352 року граф Амадей VI спільно з Амадеєм III, графом Женеви, Джованні II, маркграфом Монферрата, вдерся до долини Вале, де остаточно переміг повсталих. Скористався ситуацію для відновленню влади над Сйоном, змусивши Гішара Тавеля як графа Сйона принести йому оммаж.
Восени 1352 року внаслідок інтригу Гуго женевського почалося протистояння Женевського і Савойського графств. Натомість Амадей VI уклав військовий союз з Альбрехтом II Габсбургом, герцогом Австрії. Втім коли Амадей VI виступив проти Амадея III, графа Женеви, почалося нове повстання у Вале та у всій Сйонській єпархії. Граф Савойський спочатку приборкав повсталих в Вале, а потім захопив Сйон, зруйнувавши частину міста.
У 1353 році під час турніру на честь свого дня народження виступив в почті лицарів, що були одягненні в зелений одяг. За це Амадей VI отримав своє прізвисько. Тоді ж Іоанн II Добрий, король Франції, остаточно змусив графа Савойського відмовитися від зазіхань на прикордонні землі в Дофіне. Але невдовзі Амадей VI виступив проти Гуго женевського, взявши того в облогу в замку Гекс. У 1354 року завдав ворогові у битві біля Лес-Абрецу. Зрештою 1355 року за посередництва Франції в Парижі було укладено угоду, за якою Амадей VI отримав баронію Фокіньї та графство Гекс, а Амадей III Женевський приніс оммаж графу Савойському. Невдовзі за цим Амадей VI встановив зверхність над маркізатом Салуццо. Потім придбав гірський перевал Коль-де-Ларгентьє коштом в 60 тис. екю. Коль-де-Ларгентьєр мав велике стратегічне та комерційне значення, оскільки пов'язував Ліон з Італією. 1359 року викупив графство Во в родички Катерини за 160 тис. золотих флоринів.
1360 року зумів приєднати Іврею, поваливши родича Джакомо Савойського-Ахая. 1362 року заснував Вищий Орден Св.Благовіщення (Аннунціати), в подальшому відомий як Орден Савойського дому. 1365 року імператор Карл IV Люксембург призначив Амадея імперським вікарієм. Натомість Амадей VI супроводжував Люксембурга до Арля, де той коронувався короною Арелату (Бургундії). 1366 року організував хрестовий похід проти османського султана Мурада I. До Амадея VI долучилися війська угорського короля Людовика I Анжу та Франческо I Гаттілузіо, сеньйора Лесбосу. З ними було відвойовано порт-фортецю Галліполі, потім Амадей VI захопив в турків Месембрію та Созополь. За цим савойський граф взяв в облогу Варну, відіславши вимогу болгарському цареві Іванові Александру звільнити візантійського імператора Іоанна V Палеолога, що й було зроблено. З останнім Амадей VI повернувся до Константинополя.
1372 року проти Амадея VI виступив Галеаццо II Вісконті, сеньйор Мілану, за володіння містом Асті. На допомогу графу Савойському прийшов французький загін на чолі із Енгерраном II де Кусі. Також Амадея VI підтримав папа римський Григорій XI, який відлучив від церкви Галеаццо II Вісконті та його брата. 1373 року завершено війну, а граф Савойський зберіг за собою Асті. У 1377 році Амадей VI наказав встановити перший у регіоні громадський механічний годинник та призначив чиновника для його обслуговування.
1381 року виступив посередником між Генуезькою та Венеційською республікою та їх союзниками в укладанні туринської мирної угоди, що завершила Війну Кіоджи. За це Амадей VI отримав о. Тенедос та декілька володінь в Далмації. 1382 року підтримав Людовика I Анжуйського у боротьбі за Неаполітанське королівство. Допоміг у захопленні Абруццо і Апулії. Помер 1383 року в Кампобассо. Трон успадкував старший син Амадей VII.

## Родина
Дружина — Бонна, донька П'єра I, герцога Бурбон
Діти:
- дочка (1358)
- Амадей (1360—1391), граф Савойський
- Людовик (1364)